# Clapham Common
Clapham Common – stacja metra londyńskiego położona w dzielnicy Lambeth. Została otwarta w 1900. Zatrzymują się na niej pociągi Northern Line. Korzysta z niej ok. 8,8 mln pasażerów rocznie. Należy do drugiej strefy biletowej.

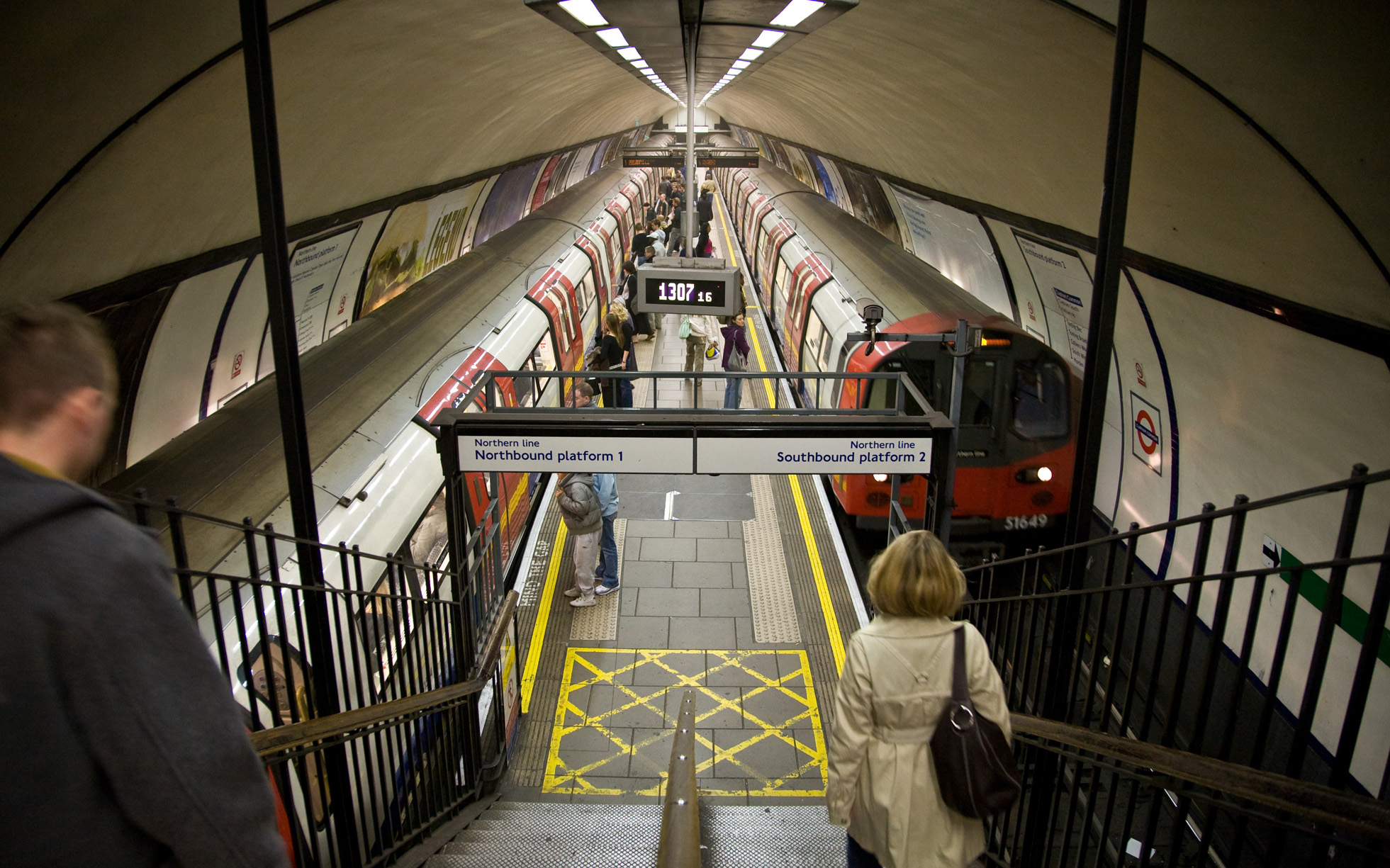
Peron stacji